# جورج فريدريك هاندل
جورج فريدريك هانْدل (بالألمانية:  Georg Friedrich Händel) (و. 23 فبراير 1685، هاله - ت. 14 أبريل 1759، لندن) مؤلف موسيقي كلاسيكي إنجليزي من أصل ألماني عاش الفترة الباروكية الأخيرة، تميز بأعماله في فن الأوراتوريو. كانت لغته الموسيقية تمثل خلاصة الأساليب الموسيقية في أوروبا (الإيطالية، الفرنسية، الألمانية والإنكليزية)، فلاقت أعماله نجاحا في كامل القارة.
بعد أن نشأ في ظل أمير هانوفر أثناء فترة حياته الأولى، انتقل إلى لندن بدعوة من الملكة ليقدم إحدى العروض الأوبرالية (رينالدو)، نالت أعماله نجاحا منقطع النظير، فقرر الاستقرار نهائيا في لندن. أصبح الإنجليز يعدونه واحدا من أكبر مؤلفيهم الموسيقيون، فمُنِح الجنسية البريطانية عام 1726 م.

## مقدمة
جورج فريدريك هاندل، الذي يحدد فنه العظيم في الموسيقى، كان في الشخصية بدين وكسول ونهم مقوس الساقين، دائما يشاهد في الشارع يتلكأ ويكلم نفسه بالألمانية. كان الناس يعتبرونه مجنون لحد ما، والمراقبون في العصر الحديث يعتبرون أن لديه اكتئاب هوسي، كان أحد أعراضه حمى الإبداع الغريب لديه. مع ذلك في نهاية مشوار من الصعود والهبوط كان يمثل عصره مثلما يمثل لنا أحد العبقريات في البشر.
ثم مثل الآن هذه السمعة قامت أساسا على عمل واحد له شعبية غير مسبوقة، «المسيح». كان العمل مهيبا وهو الأوراتوريو هدد طويلا أن يحجب باقي أعماله من السماع. هذا العمل الرائع هو عمل مستلهم من فنان اعتمد على الإلهام. معاصر باخ كان أعظم مهندس معماري للصوت، وكان هاندل أعظم مبتكر.

## حياته

### السنوات الأولى

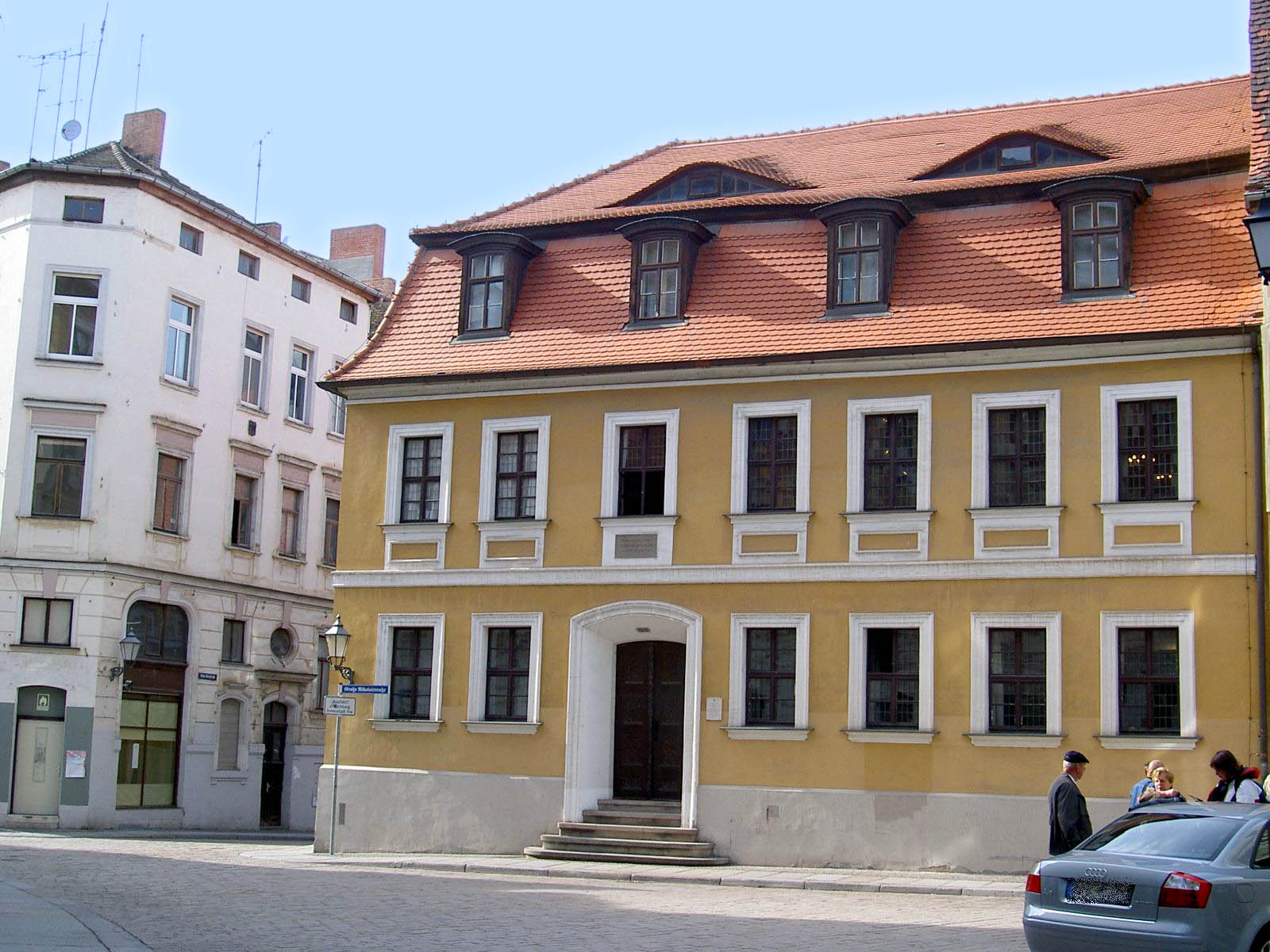
منزل هاندل (2009) محل مولد جورج فريدريك هاندل

ولد باسم جورج فريدريك هاندل في هاله بألمانيا في 23 فبراير 1685، ابن حلاق-جراح لم يحب الموسيقى. رغم ظهور علامات مبكرة لموهبة ابنه في الطفولة، قرر الوالد أن يدرس جورج المحاماة. لجأ الابن لممارسة على آلة سبينيت في السقيفة. أخيراً في زيارة لأحد الأقرباء في بلاط الدوق ساكس فينفول، سمع الدوق عزف جورج على الأرغن وضغط على والده ليسمح له بتلقي الدروس. بما أن الدوق ملأ جيب جورج بالذهب لهذا الغرض، وافق الوالد رغما عنه وبدأ جورج يدرس في كنيسة هاله اللوثرية مع زاكو وهو عازف أرغن رائد ومؤلف.
في سن 12، تقدم هاندل بشكل ملحوظ في دراسات الأوبوا والكمان وخاصة الكلافيير (مصطلح عام لآلة المفاتيح). ذلك العام صار عازف أرغن مساعد لزاكو في الكنيسة. اعترف المدرس أنه ليس لديه المزيد ليريه لطالبه، كان هاندل بالفعل يؤلف موسيقى كنائسية، حيث أصبح معروفا كطفل موهوب، جاذبا الرعاة الأرستقراطيين. عام 1697 توفي والد هاندل، مع ذلك حاول جورج احترام رغبات والده بالالتحاق في مدرسة الحقوق بجامعة هاله. دام نحو عام قبل أن يتركها ليصبح عازف أرغن في الكنيسة في مودتزبيرج. بعد عام آخر، ترك هاندل تلك الوظيفة واحتل مكان في قسم الكمان الثاني لدار أوبرا هامبرج. بدت هذه خطوة للخلف لكن متوقع أنه كون بالفعل طموح للكتابة للمسرح، وتوجه للمصدر الأساسي للأوبرا الألمانية.
مدير دار أوبرا هامبورغ كان رينهارد كيسر، أول مؤلف أوبرالي هام في البلد. كالمعتاد سرعان ما جعل هاندل وجوده واضحا حيث دخل ليتقدم بالحصول على منصب عازف هاربسكورد (الذي كان في هذا العصر كان أيضا يقود العرض). هاندل أيضا تعرف على المؤلف والمطرب وعازف الآلة ذات لوحة المفاتيح يوهان ماتيسون، عبقري آخر مقيم في المسرح، وأصبحوا أصدقاء مدى الحياة – إلا فترة واحدة قصيرة لكن مصيرية – حين رفض هاندل التخلي عن مكانه على الهاربسكورد لماتيسون أثناء عرض أوبرا لماتيسون، تطور الصراع بينهما لشجار باليد، وتدحرج الرجلان حول المسرح مع هتاف كل من الجمهور والمطربين وخارجا في الشارع، حيث جذب ماتيسون سيفه وحاول طعن هاندل، زر معدن على معطف هاندل كسر شفرة السيف منهيا المنازلة والشجار، وقبل مرور وقت طويل عاد الاثنان أصدقاء ثانية. ولاحقا كتب ماتيسون السيرة الألمانية الأولى لهاندل.
نتج النزال بنفس القدر من الغيرة مثل أي شيء آخر، ولم يكن ماتيسون الغيور الوحيد. ففي عام 1704، قدم المدير كايسر بسخاء ليبريتو «ألميرا» لهاندل البالغ 19 سنة ليحاول كتابة أوبرا. كانت النتيجة نجاحا مدويا، جعلت كايسر عصبي جدا. من هذا الوقت فصاعدا، لم يرتاح المدير إلى أن طرد خصمه من البلدة. قبل سنة 1706 فقد هاندل صبره، فأخذ أرباحه وتوجه لإيطاليا ليرى ما يمكنه كسبه نحو فنه وماله. ثبت أنه حقق الكثير خلال الاثنين.

### إيطاليا
في فلورنسا قدم أوبراه «رودريجو» دون نجاح، لكن عام 1708 الأوراتوريو الإيطالي «البعث» الذي قاده في روما أركانجلو كوريلي، حقق له الشهرة في الحال. الإيطاليون المعجبون سموه «الساكسوني». استوعب الأسلوب الإيطالي من أعظم سادته، الذين أصبحوا أصدقاء ورعاة له – من بينهم كوريللي، مؤلف الأوبرا والأوراتوريو أليساندرو سكارلاتي وابنه دومينيكو، الأخير على حافة مشواره الفني الهام. سمة من حياة الحفلات في هذه الأيام كانت المنافسات العامة بين العازفين الماهرين. المعجبون الرومان لهاندل ودومينيكو سكارلاتي رتبوا لمنافسة على الأرغن والهاربسكورد في أوائل 1709، في حفل أقيم بمنزل مستخدم كوريللي، الكاردينال أتوبوني. لا بد أنها كانت أمسية غير عادية، مع اثنين من أعظم عازفي الآلة ذات لوحة المفاتيح لكل عصر حيث كشفا عن أكمل قواهم في نوبات صاعدة من الارتجال. في النهاية بدا وسام الهاربسكورد على سكارلاتي وتاج الأرغن على هاندل، وأصبح الرجلان معجبين ببعضهما البعض. وقيل أنه حين تلقى سكارلاتي الإشادة على عزفه بعد تلك الليلة سيضع علامة صليب على نفسه وتحدث عن هاندل. (كان هاندل الخصم الوحيد كعازف أرغن لباخ ولم يلتقيا قط ولا نعرف إن كان هاندل سمع عن باخ على الإطلاق). 

### لندن

#### كتابة الأوبرا
انتصاراته في إيطاليا جعلت هاندل واحدا من أشهر المؤلفين الشباب في أوروبا. عام 1710 عاد لألمانيا لتولي منصب قائد الفرقة لناخب هانوفر جورج، حيث تقاضى راتب عشرين ضعف ما كان يجنيه باخ في فايمار. لكن هاندل كان قلقا، فنال إذنا لزيارة لندن وهناك أنتج أوبراه «رينالندو»؛ رغم هذا كان تجميع أساسا للمادة السابقة التي جمعها هاندل في أسبوعين، أحدثت إثارة مع جمهور لندن. الإنتاج تعطل بسبب ماشكل المسرح فالمركبة التي تجرها الخيول لم تظهر، لكن كان هناك تنينان ينفثان النار وألعاب نارية حقيقية وتينور يرتدي ملابس ملكية يبحرون في العواصف وأسراب الطيور تنطلق على المسرح. (أديسون وستيل الكتاب الساخرون بلا كلل للإفراط الأوبرالي، علقوا على الطيور بأنها «بدلاً من الجلوس على الأشجار وأداء أدوارها، هؤلاء الممثلون الشباب إما دخلوا الساحة أو أطفأوا الشمع»).
عاد هاندل لوظيفته في هانوفر لوهلة ثم عام 1712 حصل على إذن من الناخب ليعود للندن لمدة معقولة وإنتاج المزيد من الأوبرات. هذه لاقت نجاحا أقل من رينالدو لكن الأعمال التي كتبها للتاج حققت نجاحا أفضل. منحت الملكة هاندل معاشا سنويا على أمل أن تبقيه مؤلفا في البلاط.
رغم وظيفته في هانوفر تأخر في لندن. وحين ماتت الملكة آن عام 1714 أخيرا صارت الأمور محرجة نوعا ما بسبب العلاقات الملكية الدولية وكان الملك الجديد جورج الأول في إنجلترا هو نفسه الناخب السابق من هانوفر مستخدم باخ. على الأرجح قل وجود هاندل في البلاط لوهلة. لكن لا يوجد دليل على الحكاية القديمة أنه حصل على غفران المالك عندما كتب «موسيقى المياه». فالصلح تم بينه وبين الملك قبل كتابة هذا العمل بوقت طويل. وكما تقول الحكاية قد تكون الموسيقى التي عزفت عام 1717 حين طاف المالك والبلاط أسفل نهير التايمز في بارجات بمصاحبة الموسيقيين الذين عزفوا عمل هاندل. ذلك العام أصبح مدير موسيقي لدوق شاندوس الذي كتب له «نشيد شاندوس» وأعمال أخرى تشمل «إيثر» وهو أول أوراتوريو إنجليزي له. أثبت نفسه للأبد في إنجلترا وحصل على الجنسية البريطانية سنة 1726.

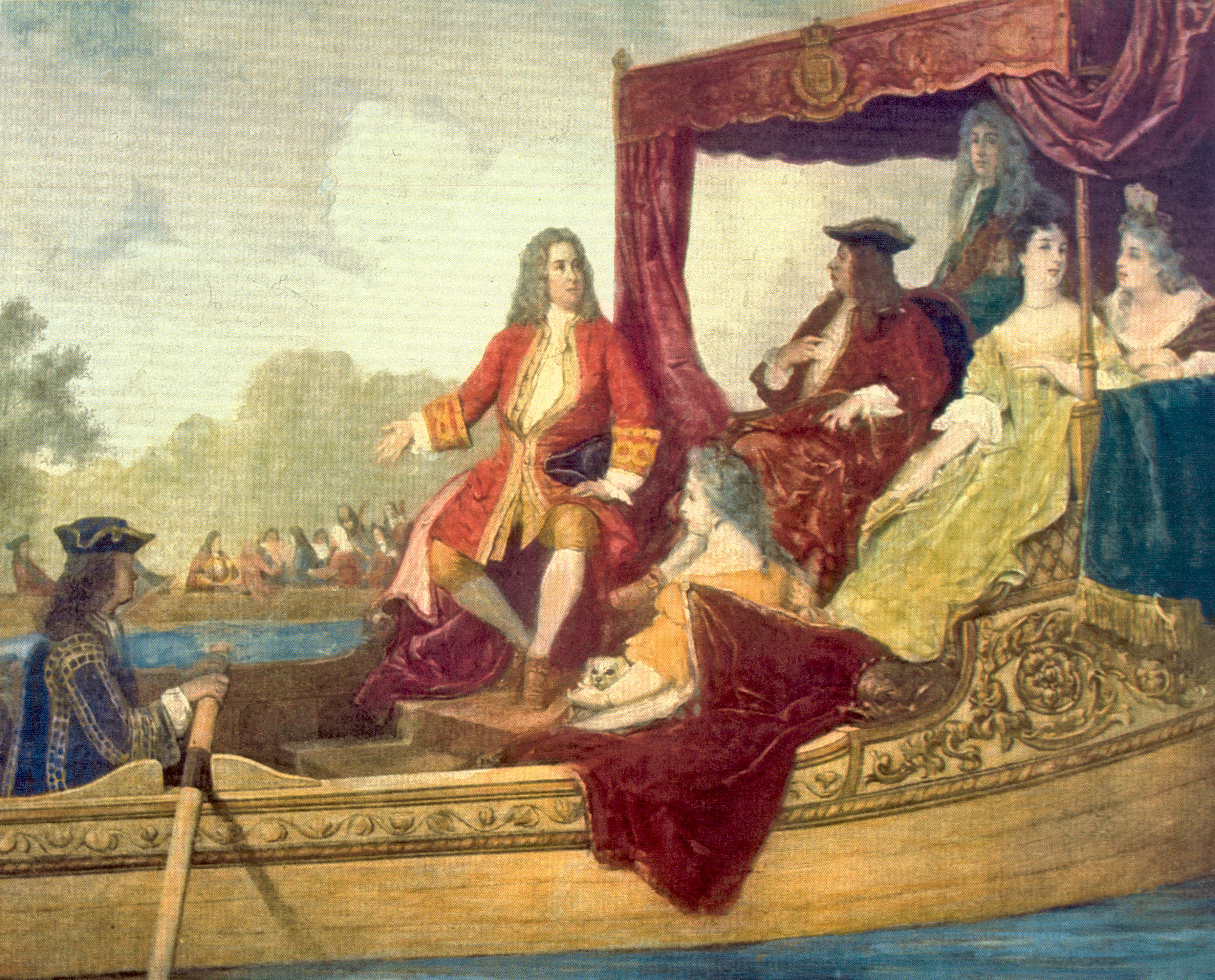
جورج فرديدريك هاندل (يسار) والملك جورج في نهر التايمز، 17 يوليو 1717، لوحة لإدوارد جين كونراد هامان.

أعمال أخرى مثل «موسيقى المياه» كانت على الهامش مع أعماله الأخرى. جاء هاندل لإنجلترا ليجني ثروة من كتابة الأوبرا لجماهير لندن الراقية، التي سعت في تلك السنوات للأسلوب واللغة الإيطالية. عام 1719 شكّل مجموعة من الرجال النبلاء الأكاديمية الملكية للموسيقى واختاروا هاندل أحد مدرائها. النية الأساسية للمنظمة كانت إنتاج أوبرا إيطالية. قام هاندل برحلات لألمانيا وهولندا لجمع أفضل مطربين. في العشر سنوات بعد 1720 كتب 15 أوبرا جديدة للأكاديمية الملكية، العديد منها كانت أعمال كبرى.
كتابة الأوبرا في هذه الأيام كانت عملية تجارية حسب احتياجات الجمهور ولا بد أن تتفق مع أذواق العصر. كان هاندل يؤلف معظم الموسيقى لأوبرا معينة خلال أسبوعين أو ثلاثة من البروفات، كل عمله يخضع لمزاج المنتجين ومطربات الأوبرا في الأدوار الرئيسية. كل الأمر اعتمد أيضا على جمهور لندن الذي لم يحب الحبكة المفضلة وكان يحب التكنيك الصوتي والمناظر قدر الإمكان. وعلى أية حال، كانت الأوبرا الجادة بالإيطالية التي بالكاد يفهمها أحد. بين الآريا، تقدمت الحبكة بسرعة بالرسيتاتيف الجاف، وهو صورة للإلقاء اللحني الذي كان هام في السابق. الأدوار الأساسية كان دائما يغنيها الخصيان الذين يحدد أسمائهم للعمل ويؤدون أدوار السوبرانو أو الألتو. رغم المهارات الصوتية الرائعة لأفضل المطربين الخصيان، كان هذا الأسلوب الغريب مستهجن حتى في عصر هاندل. في العروض الحديثة لأوبرات هاندل، عادة يغني أدوار الخصيان التينور أو الباص، حيث يعفينا من أداء «يوليوس قيصر» بصوت ميزو-سوبرانو.
عكس التفوق في رسم الشخصيات الذي كان متوقع لاحقا من موتسارت والسادة اللاحقين، آريا من أوبرا هاندل تكون ثابتة عاطفيا ورسميا، كل آريا تكشف فقط عن أثر واحد للشخصية – الرقة والغضب والكئابة إلخ، عادة تكتب بشكل داكابو («من البداية») أ ب أ وهو تقريبا النمط المستخدم في آريات العصر. المشكلة ما لم يكن جزء أ له جاذبية غير عادية، عودته بعد قسم ب يمكن أن يكون ممل جدا. هذه المشكلة تسبب المزيد من آريات داكابو – بما في ذلك الكثير من الآريات التي كتبها هاندل وباخ.
حسب المعايير، بقول آخر تعد الأوبرا الجادة لهاندل سخيفة دراميا. وكان وما زال هناك فوائد من سماعها إضافة إلى جواهرها الموسيقية حيث جماهير لندن قد يتوقفون عن الكلام ولعب الكوتشينة ويسمعون بالفعل، يوجد أيضا نزال فوق وأسفل خشبة المسرح لجعل الأمور مثيرة. كانت الأوبرا نوع من الرياضة بالنسبة للمعجبين الأثرياء. كان السوبرانو الأساسي لهاندل كاتوزوني وفاوستينا، في سنة 1727 كان العرض به شجار بجذب الشعر على المسرح والشجار بين السيدتين مع تدمير المناظر على المسرح. أثناء الخلاف في أول بورفة، أمسك هاندل بكاتزوني – التي كانت سيئة المزاج ودميمة – فأدلى بنصفها من النافذة. حين أخيرا فهمت المنطق من جداله، جذبها هاندل ثانية للداخل وحذرها قائلا: «أعرف أنك ساحرة، لكن لا تنسي أني الشيطان نفسه».
لبعض الوقت كانت هناك خصومة أخرى بين هاندل والمخرج المساعد للأكاديمية الملكية جيوفاني بونونشيني، الذي اكتشف أنه يسرق أعمال الآخرين فغادر المدينة في خزي. في عصر حقوق الطبع كان هاندل سارق بلا خجل، نجح في تدارك الأمر – في الواقع ذات مرة أمسك به يسرق لحن فشرح: «هذا اللحن أفضل من أن يستحقه بنونوتشيني» اكتشف علماء الموسيقى أنه سرق أعمال 12 مؤلف آخر على الأقل.
ما يظل مألوفا في أوبرات هاندل اليوم، إضافة إلى إحياء «يوليوس قيصر» أحيانا والقليل من الأعمال الأخرى، هو عدد من المقطوعات الفردية العظيمة، أشهرها عمل معروف باسم «لارجو لهاندل». ربما أعماله المسرحية ستجد اهتماما أكبر يوم ما، هي تضم رغم كل شيء بعض أروع موسيقاه. مع ذلك، إلى الآن الواقعية النسبية لموتسارت ومن تبعه تبدو قللت من قدرتنا على التمتع بالمباهج الاصطناعية لأوبرات هاندل.
الجوانب المصطنعة أخيرا اتضحت لجمهور لندن – لكن لسوء الحظ مر وقت طويل قبل أن يعرف هاندل ذلك. حدثت الصدمة الشديدة عام 1728 بظهور «أوبرا الشحاذين» لجون جاي، وهو عمل اتخذ قدر الإمكان الاتجاه المعاكس لأسلوب الأوبرا الادة لهاندل. في حين أحب الرعاة الأرستقراطيون الأوبرا الإيطالية الجادة بموسيقاها المصقولة والماهرة والمؤثرات المسرحية الرائعة والحبكة المأخوذة عن التاريخ القديم والخرافات، كانت أوبرا الشحاذين تستهدف الطبقة الوسطى بالألحان الشعبية التي تغنى بالإنجليزية، عرضت ببساطة نسبية وكانت تعني بالطبقات الدنيا في لندن التي انجذبت حول ماكهيث الشرير. في الوقت نفسه جاء من يسخر من تقاليد وادعاءات الأوبرا الإيطالية. خلال ستة أشهر، الجمع بين منافسة جاي وسوء الإدارة الداخلية أغرقت الأوبرا الملكية لهاندل.
كان هاندل متعهد حفلات فكان يضع ماله في إنتاج العرض. حين أفلست الفرقة، كذلك أفلس هو. لكنه رفض الاستلام عام 1729 عاد بفرقة جديدة وسلسلة جديدة من الأوبرات. هذه المغامرة عانت في وجه ازدياد عدم مبالاة الجمهور وفي عام 1737، حين كان الإفلاس والسجن في انتظاره، كتب هاندل أربع أوبرات بلا جدوى. ذلك العام تداعت فرقته وماله وصحته معا. وبعد أن عانى من سكتة وانهيار عصبي، جر نفسه إلى حمامات أيكس لاشابيل كان عمره 52 سنة.
لكن عام 1737 ظهر هاندل في لندن ليكون غرفة أخرى كتب لها أوبرا واحدة في السنة من 1738 حتى 1741. أخيرا فهم أن الأوبرا الإيطالية التي جازف فيها بمشواره الفني انتهت في إنجلترا. عام 1741 كانت «ديداميا» الأخيرة من 46 أوبرا كتبها.

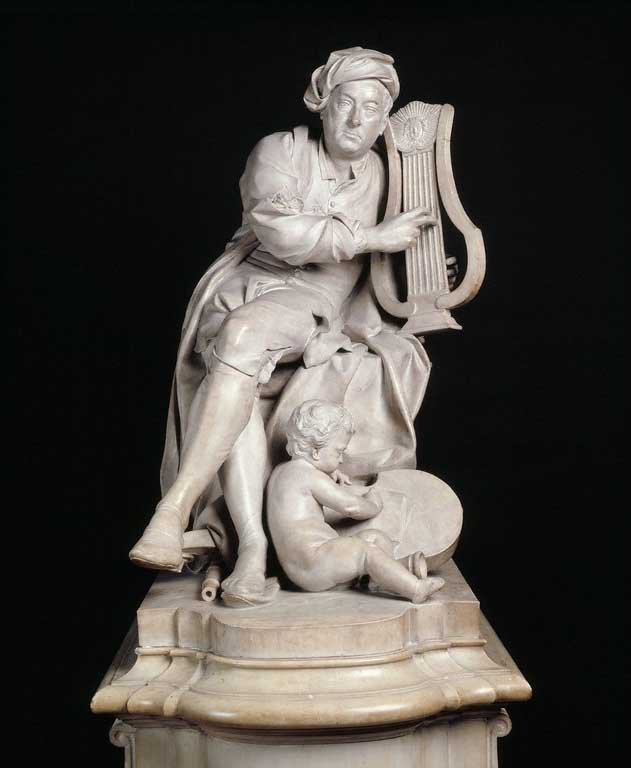
تمثال لهاندل صنعه عام 1738 لويس فرانسوا روبيلاك

ماذا يمكنه أن يفعل لدفع الفواتير الآن؟ طوال الوقت كان هناك تيار منتظم من أعمال أصغر – كونشرتات، موسيقى الحجرة، مقطوعات كورالية مثل «نشيد التتويج» سنة 1727، وأعمال أوركسترالية تشمل «موسيقى المياة». لكنه أراد مساحة أكبر من العمل العادي أيا كانت النتائج.

#### الأوراتوريو
كان المفتاح لنجاته جاء في أوائل 1732 حين أحيا الأوراتوريو الإنجليزي «إيثر»، لاقى استقبالا مشجعا وتبعه بعملين آخرين هما «ديبورا» و«أتاليا». الأوراتوريو الإنجيلي يمكن أن يعطيه المجال الملحمي ودراما لأسلوب الأوبرا لكن تطلبت تكاليف أقل في الإنتاج من الأعمال المسرحية. وثبت كذلك أنها راقت بشدة لمرتادي الحفلات الموسيقية من الطبقة الوسطى. م 1731 حتى 1740، بينما ما زال يعمل في آخر فرقة أوبرا له، كتب هاندل أربعة أعمال أوراتوريو رائعة هي «شاؤول»، «إسرائيل في مصر»، «مرثاة لسانت سيسليا» وL'Allegro, il Penseroso ed il Moderato مأخوذة عن قصيدة لميلتون.
مع هذه وأعمال لاحقة ابتكر هاندل نوعا جديدا من الأوراتوريو يختلف كثيرا عن النموذج الإيطالي التقليدي. من جانب كانت النصوص بالإنجليزية، التي لحنها هاندل بكفاءة رغم عدم إجادته للغة. معظم القصص مألوفة من الإنجيل. الموسيقى عكست التأثير البريطاني، خاصة الأناشيد الكنسية لبورسيل. رغم أن الموضوعات عادة دينية، فإن أعمال الأوراتوريو لهاندل ليست مليئة بالدين، فهي أعمال لقاعات الحفلات، مع كل التلوين الموسيقي والأثر الدرامي للأوبرا. لكن في تغيير من الأوبرا، جعل الكورس بدلاً من الآريات محل التركيز الرئيسي لأعمال الأوراتوريو. الأسلوب الكورالي العظيم لهاندل قد يصبح نموذجا لمؤلفي الأجيال التالية، رغم أن لا أحد ولا حتى بيتهوفن وصل لمستوى أفضل من كوارلاته.

#### أوراتوريو «المسيح»
عام 1741 وصل تحول هام في حظ هاندل وفي تاريخ الموسيقى الكورالية. دعاه نائب ملك أيرلندا إلى دابلن لإنتاج حفل خيري. لذلك الهدف أحضر هاندل معه أوراتوريو جديد ببساطة يعرف بالمسيح. عكس أعماله المألوفة للأوراتيوريو التي تضم شخصيات وحبكة، كانت هذه سلسلة مترابطة بشكل فضفاض من التنبؤات الإنجيلية والتأملات بشأن مجئ المسيح. كتب هاندل كل العمل الهائل في 24 يوم بدءاً من 22 أغسطس 1741. رغم أن أوقات لاحقة تعتبر هذه السرعة علامة على الإلهام الإلهي، لاحظنا أن هاندل دائما كتب بسرعة حسب الإلهام المرتجل – وبناء على اقتباسات حرة من موسيقاه ومن أعمال الآخرين. جزء كبير من «المسيح» هو مادة تعاد صياغتها. أخذ الكورس من «إلينا ولد طفل» مثلا، من أحد الدويتوات الإيطالية (لاحقا قد تؤدي نفس الموسيقى خدمة أخرى في كونشرتو الأوبوا). مقطوعة «هالوليا» المالوفة أعيدت صياغتها من كورس في واحدة من أوبراته، حيث خضع لحكم ليس الرب لكن لباخوس أي أغنية الخمر.
مع ذلك كان هناك شيء خاص بشأن «المسيح»، لهاندل مثلما لعصور تالية. أحد الخدم ذكر أنه عمل في هذا كشخص ممسوس، بالكاد ينام أو يأكل، في بعض الأوقات كان محموما حتى أنه بدا أنه سيجن، فكتب حتى لم يعد يقدر على الإمساك بالقلم. حين أنهى كورس «هالوليا» بكى «اعتقدت أني رأيت كل السماء أمامي والرب العظيم بنفسه».
في أبريل 1742 عرض «المسيح» أول مرة في دابلن وسط الإثارة الشديدة. كانت القاعة تحتشد بالناس (النساء طلب منهم ارتداء التنورات الضيقة والرجال التخلي عن السيوف لإفساح المكان) واستمع المئات في النوافذ والأكثر والأبواب. يبدو أنها أحد الأوقات النادرة في التاريخ حين نظرنا للعمل العظيم في الحال في قيمتها الكاملة. «صحيفة دابلن» كانت محتارة تقريبا «الكلمات تحتاج للتعبير عن البهجة المقدمة للجمهور المحتشد المعجب. الرقي والعظمة والرقة طوعت للكلمات الأعلى والأعظم والأكثر تأثيرا تآمروا لنقل وسحر القلب والأذن».
مقارنة بالعرض الأول أو عرض في لندن العام التالي فشل، رغم تأثر الملك جورج الثاني أثناء «هالوليا» حتى أنه وقف وتبعه باقي الجمهور – والجماهير منذ ذلك الحين. فقط بعد عدة سنوات نجح المسيح في لندن، بعد أن بدأ هاندل سلسلة من الحفلات الخيرية تقدم العمل وعروضه الرائعة للأرغن خلال الفواصل. هذه الحفلات لم تقلل فقط سمعة «المسيح» في إنجلترا لكن نصره الشخصي أيضا، قبل عام 1750 اشتهر هاندل في الموسيقى البريطانية دون منافسة. الجمهور الإنجليزي وباقي العالم نظروا إليه برهبة. لأجيال لاحقة إلى حين وقت بيتهوفن، كان هاندل يمثل الموسيقى في أفضل صورها وأرقاها، قال عنه بيتهوفن: «أغني له. فهاندل هو أعظم وأقرد مؤلف موسيقي في الدنيا».
كما يظهر عمل «المسيح» كان هاندل يملك قدرا أصغر من الخدع من باخ، لكنه استخدم تلك الخدع بعبقرية وفاعلية لا تنتهي. أساس موقفه تجاه التعبير الموسيقى جاء من «مبدأ العواطف» في الباروك، النظرية شبه علمية التي اقترحت الصلات الفعلية بين الإيماءات الموسيقية (حتى المقامات المحددة) والحالات المادية والعاطفية الخاصة. في التطبيق المحدد، هذا يعني أن المؤلفين حاولوا رسم الكلمات والأفكار في موسيقاهم مع نتائج شديدة التنوع. حيث يذكر النص في «المسيح» أن «كلنا تهنا مثل الخراف». تحلن الكلمة الأخيرة الخط الصوتي المختلف، «حولنا الخط المتغير في النغمات السريعة كل واحدد في مساره الخاص». في حين أن النص الذي يعكس الأعمال يعمل جيدا في تلك الحالة، يمكن لهاندل في الأوقات الأخرى أن تتحول للكوميديا – بالأخص في عمل «إسرائيل في مصر»، حيث أن الموسيقى التي تمثل طاعون القمل، والذباب والضفادع، وهكذا مضحك دون عمد. كما نرى سعى باخ لاتجاه العواطف برقى أعلى.

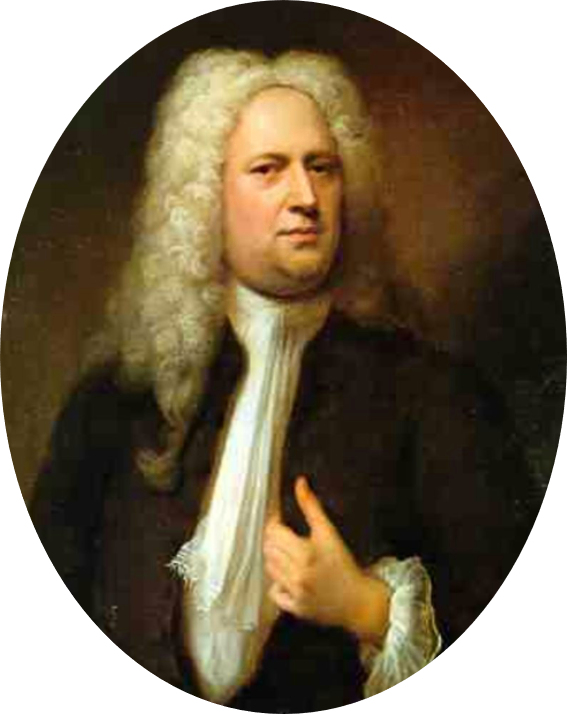
جورج فريدريك هاندل سنة 1733، رسمه بالثازار دينر، (1685–1749)

«إلينا ولد طفل» من المسيح يظهر بعض أكثر التأثيرات المألوفة لهاندل. تبدأ مع نغمة على الكلمات ذات العنوان، سمعناها لأول مرة في السوبرانو وحدة، ثم في التينور في حين تغني مطربات السوبرانو ببهجة. التينور والباص فعل بالمثل. السطر «الحكومة على كاهله» يلحن بخط صاعد يبني صوت بصوت في محاكاة، لأربعة أصوات تصل في سطر «ينادي اسمه» ثم ربات المطارق الكارثية «رائع! مستشار! الرب القوي» بينما تتسابق آلات الكمان بنشوة عاليا. هذا التجمع للخيوط المحاكية إلى استدعاء كورس كامل هائل هو أحد الأدوات المفضلة لهاندل، تتكرر عدة مرات، مع ذلك يجعلها تنجح ثانية مثلا ثلاث مرات أخرى في كلمة «لنا» وحدها، كل واحد ينتج عن الإثارة. النظر على بعد لخدع هاندل، نشهد السخرية من أساليبه المراوغة. حين نسمعها يمكن ألا يتأثر القليل من الناس. عرف هاندل كيف يحرك العاطفة مثل أي شخص آخر.
رغم أن «المسيح» جلب له الثروة والشهرة التي لا تضاهى، فإن إنتاجية هاندل لم تتباطأ. السنوات التالية شهدت تيارا لا يتوقف من المقطوعات وأعمال كبرى للأوراتوريو بعضها يتساوى تقريبا مع «المسيح» منها أوراتوريو «يفتاح» الرائع عام 1752.
أثناء كتابة العمل الأخير بدأ هاندل يعاني من مشاكل في عينه. لوهلة تسبب هذا في توقفه عن العمل. ملحوظة كتبها في نوتة يفتاح تقول: «وصلت لهذا اليوم الأربعاء في 13 فبراير 1751، بسبب ضعف في الين اليسرى». بعد المزيد من التدهور خضع لثلاث عمليات على عينه اجرها الجراح الذي ت سبب في عمى باخ. وكانت النتائج مماثلة مع هاندل حيث أصابه العمى الكامل.
ما زال خلال الثمانية أعوام التالية من حياته واصل هاندل تقديم حفلات رسيتال للأرغن، وقاد عروض أعماله للأوراتيويو وراجع مقطوعات أقدام معاونة مساعد. في ربيع 1759 في عمر 74 سنة كان مسنا وأعمى، قاد وعزف الأرغن في عشرة عروض للأوراتوريو على مدى شهر. في إنتاج «المسيح» في 6 أبريل، فقد وعيه في النهاية وتلقى العون لعودة لمنزله ليستلقي في الفراش. شعر أنه لن يقوم أبدا، وعلق «لكم أتمنى الموت يوم 12 أبريل في الجمعة الحزينة». بعد عدة ساعات مات في أوائل 14 أبريل يوم سبت. دُفن في وستمنتسر آبي وذكرت إحدى الصحف: «هناك يرقد أعظم شخص في كل مناسبة» كانت مناسبة تحتفل بهاندل.

## إسهامات هاندل في الموسيقى

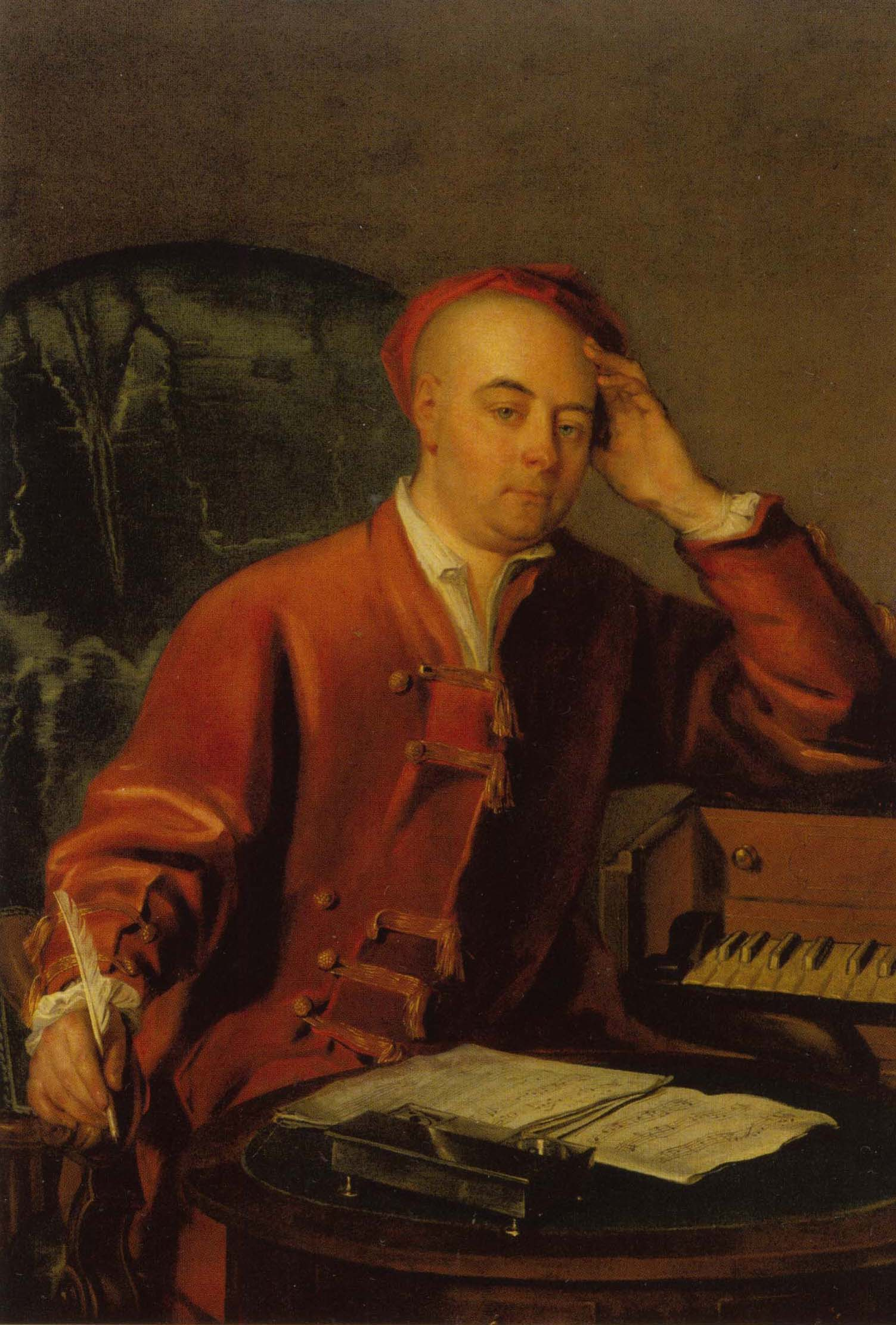
هاندل بريشة فيليب ميرسيي

كما لاحظنا كان هاندل مؤلفا موسيقيا تجارية من البادية للناية، أي اعتمد ماله على موافقة الجمهور العريض. وجد هذه الموافقة أولا في الأوبرا، حين ضعفت أعادها بالأوراتوريو. هذا النوع من المهنة له تداعياته في الأسلوب الموسيقي. بالمقارنة مع باخ المؤلف اكنسي، تميل ألحان هاندل للبساطة والقصر وهي أكثر شعبية، الهارموني أكثر تقليدية وعادة يقلل أهمية الكونترانبط لصالح نسيج هوموفوني. ضمن الموسيقيين اشتهر هاندل بكتابة فوجات زائفة وهي مقطوعات تبدأ كالفوجة لكن سرعان ما تنحسر إلى لحن أبسط ومصاحبة. كما استخدم مادة أكثر تقليدية، خاصة أشكال الكادنزا الموحدة. لكن أيا كان وصوله السريع ونيله لرضا الجمهور جعل الأمور تنجح فكانت نغماته لا تقاوم والمؤثرات محسوبة ببراعة وإيقاعاته معدية. حين ينزل في المستوى يكون متوقع وفي أفضل حالاته ما زال متوقع لكنه مثيرا في كل الأحوال.
بسبب جاذبيته الشعبية، وصل هاندل أكثر من أي مؤلف سابق للجمهور الجديد من الطبقة الوسطى الذي يرتاد الحفلات الذي كان يتكون أثناء الباروك وهو تغير من النخبة الأرستقراطية التي كانت ترعى الأوبرا والأوراتوريو سابقا. على مدى السنوات أدت الأوراتوريو دورا رئيسيا في تطوير جمهور الطبقة الوسطى إلى أساس الموسيقى الكلاسيكية التي ظلت ليومنا هذا. «المسيح» قد يكون أكثر عمل محبوب للأبد في كل البرنامج القياسي الكامل الذي يعتمد في الغالب على أذواق الطبقة الوسطى.
بشكل أكثر مباشرة جعل هاندل الأوراتوريو أهم قالب في الموسيقى الإنجليزية والتجسيد الأساسي للطموحات الإمبرالية للدولة. الإسرائيليات المنتصرة في عمل «يهوذا المكابي» وأعمال أخرى عكست الرأي البريطاني لأنفسهم كالشعب المختار. بشكل ما قهرت الإمبراطورية البريطانية تحت قيود أوراتوريو هاندل – كل من مقلديه حتى إلجار في القرن العشرين.
منذ الوصول في العقود الحديثة لثورة الموسيقى الأولى مع الإصرار على الآلات الأصلية وممارسة الأداء الصادق، تغيرت معايير عزف هاندل جذريا. هذه الأيام نادرا ما نصادف أداء «المسيح» بكورس مكون من أربعمائة شخص أو أكثر، وإعادة توزيع «موسيقى المياه» بدا مزدحما أكثر من اللازم. تمادى الأمر أكثر في الواقع حتى أن الأوركسترات كانت تتوانى بتزايد عن الاقتراب من موسيقى الباروك على الإطلاق تاركة الفترة لمتخصصي الموسيقى الأولى. بالتأكيد هذا مبالغة في رد الفعل. باستثناء المبالغة في جعل الباروك رومانسيا، الأعمال الموسيقية في كل النسخ. العروض المذهلة لموسيقى الهاربسكورد التي قدمها عازفو البيانو أمثال جلين جولد وفلاديمير هوروفتز أثببت تلك النقطة. الميزة الفعلية للمستمع الحديث هي الجوانب الكثيرة بشأن هاندل والآخرين متاحة لنا، من العروض على الآلات الحديثة للنسخ البسيطة للموسيقى المبكرة مع الكورس الصغير.
للتوصيات للسماع أبدا بالعمل المعروف «موسيقى المياه»، وهي متتالية فضفاضة للألحان الآلية والرقصات ومقطوعات النفير، وغيرها التي قد تعزف في الحفل الملكي على نهر التايمز سنة 1717. أكثر نسخة مألوفة هي النسخة القصيرة، 6 من 21 عمل أصلي موزعة مباشرة للأوركسترا الحديث لسير هاميلتون هارتي. هذه الأيام، يمكن أيضا إيجاد ننسخ من المتتالية الكاملة التي تعرض على الآلات الأصلية. في كل الرموز، هذا هاندل في أفضل أعماله حيوية – دون جدية كبرى، لكن المذات الغغنائية والإيقاعية في كل منحنى.

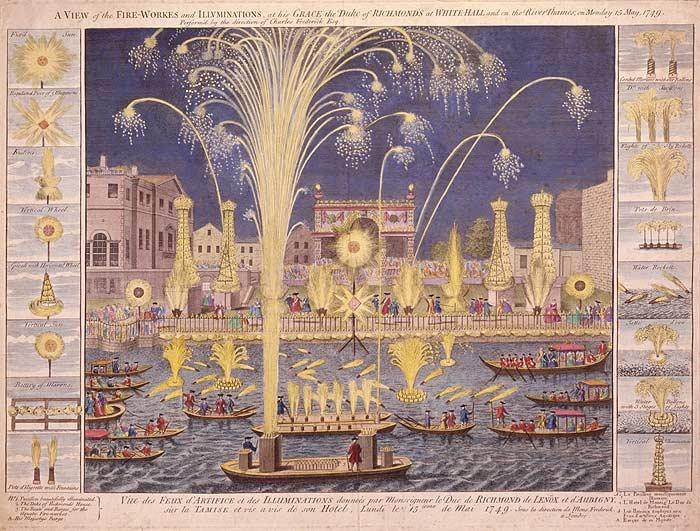
موسيقى الألعاب النارية لهاندل، عرض في قاعة وايتهول لدوق ريتشموند وعلى نهر التايمز يوم الاثنين 15 مايو 1749. عرض بقيادة تشارلز فريدريك. نقش ملون باليد.

يمكن قول الشيء نفسه عن موسيقى «الألعاب النارية الملكية» التي بدأت الحياة سنة 1749 مع ضجة هائلة: وسط الاحتفال المزدحم في الهواء الطلق للسلام الفرنسي البريطاني لأكس لا شابيل، الألعاب النارية التي كانت مصاحبة لموسيقى هاندل خرجت عن السيطرة وأشعلت منصة خشبية مما أدى لانتشار الجمهور بمن فيهم الملك جورج في رعب. النوتة الأصلية كانت لجوقات كاملة من الأوبوا والباصون والآلات النحاسية إضافة إلى التمباني والهورن المنحني الغريب. التوزيع الحديث لهارتي يستخدم الوتريات وآلات النفخ الأوركسترالية المعتادة.
العمل الأقل شعبية في الأسلوب هو الكونشرتو جروسو مصنف رقم 6، كل ال12 عمل كتبها أثناء ثلاثة أسابيع لسنة 1739. أعمال هاندل في هذا المحيط إيطالي المولد أقرب لكوريلي العاقل من فيفالدي المتلون، فهاندل لا ينغمس في في الأعمال الصولو الرائعة بنفس قدر فيفالدي. ما زالت هذه المقطوعة الباهرة مع بعض الحركات الشعبية. جرب سماع الكونشترو جروسو الثالث في مقام مي الصغير، مع البولينيز الساحر الذي يبدو مثل موسيقى المقاهي، ورقم 7 في مقام سي بيمول الكبير، الذي ينتهي بارتفاع الهورن.
من الكونشرتات الصولو، أحدذ الأعمال القديمة المفضلة هي كونشرتو الأرغن في مقام فا الكبير المعروفة باسم «طائر الوقواق والبلبل» لأن تلك الطيور تحاكي في الحركة الثانية. مثلما ينطبق على هاندل تستخدم المادة المعاد صنعها في هذه الحالة من واحد من الكونشرتو جروسو وعملين سوناتا ثلاثية.
بعد ميل المقطوعات المحددة للحصول على أقصى انتباه، أشهر متتالية للهاربسكورد لهاندل رقم 5 في مقام مي الكبير لأن الحركة الرابعة لها سلسلة معدية من التنويعات التي سماها أحد الناشرين «الحداد المنغم» – كما يتضح لأن حداد محلي كان معجب بالخروج عن النغمة وهو يستخدم المطرقة.

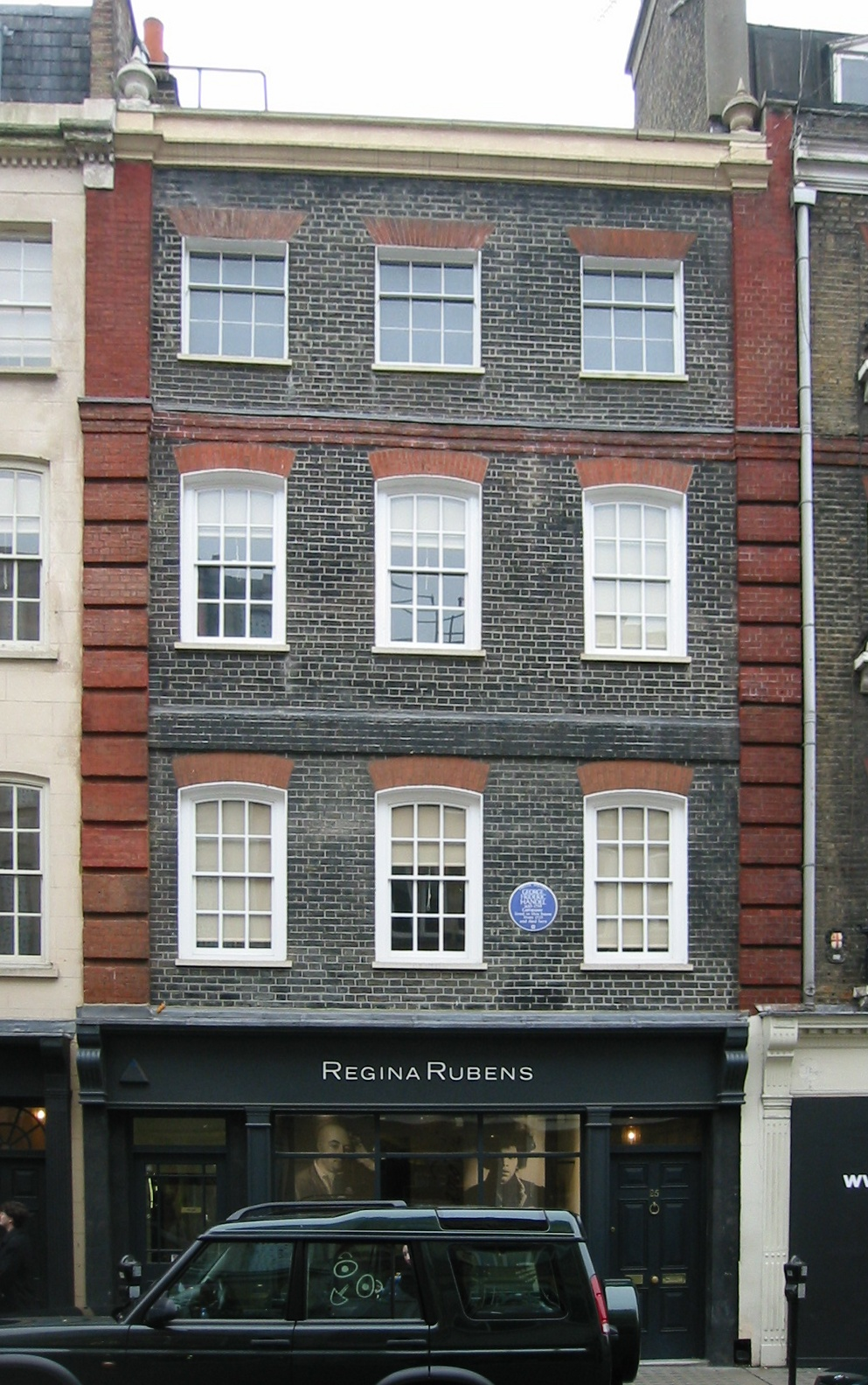
منزل هاندل في 25 شارع بروك، مايفير، لندن

رغم التقاليد القديمة لأوبراته، هي تضم أيضا الكثير من الموسيقى الجيدة التي نتجاهلها كليا. ربما ينبغي على المرء استيعاب أوبرا لهاندل مثلما فعلت الجماهير، كما قد نستوعب عرض جاز معاصر في أحد النوادي – المرء يثرثر ويضحك ويصغي بنصف انتباهه إلى أن يأتي جزء جيد في العمل، ثم يلتفت ويصغي. في عرض «يوليوس قيصر» الذي يعاد إحياؤه في بعض الأحيان، توجد مقطوعات كثيرة جيدة تستحق السماع لمدة أربع ساعات حين يحالفنا الحظ يختصر العمل بعض الأجزاء.
أخيرا نصل للأعمال الكورالية. ربما علينا البدء بالمقطوعات الأصغر مثل «أناشيد التتويج» التي كتبت بمناسبة اعتلاء جورج الثاني العرش سنة 1727. يشمل الجزء «زادوك القس» الشهير، يوجد مقطوعات جيدة للطبقة الحاكمة. «أسيس وجلاتيا» سنة 1720 وهي مسرحية تنكرية وهو شكل من المسرح البريطاني الذي كان جزئيا باليه وجزئيا أوبرا. درايدن وألكسندر بوب أسهما في نص هاندل. هذا العمل إلى جانب أوراتوريو L'Allegro, il Penseroso ed il Moderato سنة 1740 يضم بعض الموسيقى الجميلة. يمكن قول الشيء نفسه في أعمال الأوراتوريو مثل «إسرائيل في مصر» و«شاؤول» و«يفتاح»، كان العمل الأخير آخر عمل كبير له.
هذا يصل بنا إلى أوراتوريو «المسيح» وهو أفضل أعمال هاندل، والنموذج الأساسي لكل أعمال الأوراتوريو اللاحقة وربما أشهر عمل كلاسيكي في كل العصور. قد يجادل الجميع على أنه لا يجب سماع أي مقطوعة موسيقية بتكرار مثل هذه. فتوجد مجازفة أن يصبح الأثر احتفالي بدلاً من أن يكون تحفة خالدة وحية. لكن على الأقل أصبح «المسيح» عملا له شعبية. هل كان أي عمل آخر في التاريخ لأي مؤلف حصل على هذا الإلهام وبهذا القدر من الانسجام؟ من الرستياتيف المؤثر للآريات العاطفية للكورس المسيطر، لا يقارن في مجالها الموسيقى وتنوعها حيث يتحرك في تقريبا كل دقيقة من الساعتين والنصف. حين نفكر أنه رغم الخارقة لم يكتب بيتهوفن سيمفونية كاملة تحتل قمة من القالب وحين تفكر في الحركات الأقل أهمية في أعمال باخ الكورالية الكبرى ونفكر في «اللحظات العظيمة والحظات القصيرة الممل» لفاجنر كما يصفه أوسكار وايلد، ونصاب بالرهبة لما حققه هاندل من شعلة إبداعية خارقة في 24 يوم.

## أعماله
ألف هاندل العديد من القطع الموسيقية مثل الكونشيرتو، والمتتالية. وتعد متتابعتي الموسيقى المائية (موسيقى الماء) وموسيقى الألعاب النارية الملكية من أشهر الأمثلة على مقطوعات المتتالية التي ألفها، كما ألف قطعا أوبرالية (رينالدو)، وأخرى للأوراتوريو (المسيح، يهوذا المكابيّ) واهتم فيها بدور الفرقة الكورالية.
- ساراباندي (هاندل)

## هوامش
1. ↑   http://geboren.am/person/Georg_Friedrich_Haendel. {{استشهاد ويب}}: |url= بحاجة لعنوان (مساعدة) والوسيط |title= غير موجود أو فارغ (من ويكي بيانات) (مساعدة)
2. 1 2  Archivio Storico Ricordi، QID:Q3621644
3. ↑  А. М. Прохорова, ed. (1969), Большая советская энциклопедия: [в 30 т.] (بالروسية) (3rd ed.), Москва: Большая российская энциклопедия, Гендель Георг Фридрих, OCLC:14476314, QID:Q17378135
4. ↑  Encyclopædia Britannica | George Frideric Handel (بالإنجليزية), QID:Q5375741
5. ↑  مشروع مكتبة الموسيقى الدولية | George Frideric Handel، QID:Q523660
6. ↑  Discogs | Georg Friedrich Händel (بالإنجليزية), QID:Q504063
7. ↑  filmportal.de | Georg Friedrich Händel، QID:Q15706812
8. ↑  Brockhaus Enzyklopädie | Georg Friedrich Händel (بالألمانية), OL:19088695W, QID:Q237227
9. ↑  Store norske leksikon | Georg Friedrich Händel (بالنرويجية البوكمول والنرويجية النينوشك), ISSN:2464-1480, QID:Q746368
10. ↑  Gran Enciclopèdia Catalana | Georg Friedrich Händel (بالكتالونية), Grup Enciclopèdia, QID:Q2664168
11. 1 2 3  Colin Matthew, ed. (2004), Oxford Dictionary of National Biography (بالإنجليزية), Oxford: Oxford University Press, QID:Q17565097
12. ↑   http://www.nytimes.com/1993/05/16/arts/classical-music-messiah-reborn-his-name-shall-be-called-mangaza.html. {{استشهاد ويب}}: |url= بحاجة لعنوان (مساعدة) والوسيط |title= غير موجود أو فارغ (من ويكي بيانات) (مساعدة)
13. 1 2 3 4 5 6 7 8 9 10  The Vintage Guide to Classical Music by Jan Swafford

## روابط خارجية
- جورج فريدريك هاندل على موقع IMDb (الإنجليزية)
- جورج فريدريك هاندل على موقع الموسوعة البريطانية (الإنجليزية)
- جورج فريدريك هاندل على موقع ألو سيني (الفرنسية)
- جورج فريدريك هاندل على موقع ميوزك برينز (الإنجليزية)
- جورج فريدريك هاندل على موقع قاعدة بيانات برودواي على الإنترنت (الإنجليزية)
- جورج فريدريك هاندل على موقع قاعدة بيانات الأفلام السويدية (السويدية)
- جورج فريدريك هاندل على موقع إن إن دي بي (الإنجليزية)
- جورج فريدريك هاندل على موقع أول ميوزيك (الإنجليزية)
- جورج فريدريك هاندل على موقع ديسكوغز (الإنجليزية)
- جورج فريدريك هاندل على موقع قاعدة بيانات الفيلم (الإنجليزية)